# Halosydnella fusca
Halosydnella fusca är en ringmaskart som först beskrevs av Müller in Grube 1858.  Halosydnella fusca ingår i släktet Halosydnella och familjen Polynoidae. Inga underarter finns listade i Catalogue of Life.